# Імператор Нінкен
Імператор Нінке́н (яп. 仁賢天皇, にんけんてんのう, ніккен тенно; 449 — 9 вересня 498) — 24-й Імператор Японії, синтоїстське божество. Роки правління: 4 лютого 488 — 9 вересня 498.
Онук імператора Рітю і старший син принца Ітінобе-но Осіха. Замолоду звався принцем Оке. 456 року його батька, що був офіційним спадкоємцем імператора Анко, було вбито принцем Охацусе-но Вакатакеру, що захопив трон як імператор Юряку. У свою чергу Оке разом зі молодшим братом Воке втік до Акасі в куні Харіма. Тут вони сховалися й стали видавати себе за пастухів.
Згідно хронікі «Кодзікі» після смерті імператора Сейнея, що не мав спадкоємців, частина сановників запросили принцесу Їтойо, що перебувала у храмі Цуносасі в Осінумі (Казурагі), яку оголосили імператрицею. Після виявлення Оке та його брата Їтойо втратила владу. Але згідно хроніки «Ніхон Сьокі» Оке та його брата Воке було виявлено вже на початку правління імператора Сейнея, який всиновив братів та оголосив спадкоємцями. Після смерті останнього Оке і Воке відмовилися перебрати владу. На цей час регентом стала їх тітка — принцеса Їтойо, яка зреклася влади після сходження на трон Воке як імператор Кендзо. Усі ці історії, на думку дослідників, свідчать про якійсь складнощами зі спадкуванням трону чи можливу боротьбу за владу між Їтойо та Воке, яких ймовірно підтримували різні клани знаті. Можливо також це почалося ще за імператора Сейнея, правління якого було нетривалим. Тим більше принцеса Їтойо померла вже у 485 році. Також дивним є поступка влади принцем Оке молодшому братові Воке. В будь-якому разі після смерті останнього 488 року саме Оке посів трон.
Для зміцнення свого становища одружився на Касугі-но Оірацуме-но Хімеміко, доньці імператора Юряку, від якої мав 1 сина і 6 доньок. Також мав наложницю Нукакіме-но Ірацуме, яка народила імператору 1 доньку.
Його резиденція розташовувалася в палаці Хіротака-но-мія (宮内博隆) в Ісонокамі (в даний час між префектурами Осака і Нара). Згідно хронік «Кодзікі» та «Ніхон Сьокі» імператор добре керовав країною, і люди коментували, що «світ обертається навколо доброзичливості, і люди задоволені своїми засобами до існування». Продовжив реформи імператора Юряку зі зміцнення центральної влади, затвердивши практику призначення на посаду куні-но міяцуко (на кшталт губернатора) на чолі провінцій (куні) замість місцевих вождів. 
494 року призначив спадкоємцем трону свого сина Охацусе-но Вакасазакі. 497 року спільно з Мунджамьоном, тхеваном Когурьо, атакував володіння Соджи, маріпкана Сілли. В розпал успішної кампанії 498 року імператор помер, внаслідок чого бойові дії припинилися. Трон посів принц Охацусе як імператор Бурецу. 